# Gardneria
Gardneria é um género botânico pertencente à família Loganiaceae.

## Espécies
- Gardneria angustifolia
- Gardneria distincta
- Gardneria fagraeacea
- Gardneria fragraeacea
- Gardneria glabra

1. ↑  «Gardneria — World Flora Online». www.worldfloraonline.org. Consultado em 19 de agosto de 2020